# Plesiotrygon
Plesiotrygon  (лат.)  — род скатов семейства речных хвостоколов из отряда хвостоколообразных скатов, его представители обитают исключительно в тропических пресных водах Южной Америки. Название рода происходит от слов др.-греч. πλησίον — «близкий» и др.-греч. τρίγων — «хвостокол». Эти скаты достигают длины 58 см. Они имеют округлую форму тела, спинные плавники и хвостовой плавник отсутствуют. Хвост имеет форму кнута, с ядовитым жалом на конце. Позади глаз расположены брызгальца. На вентральной стороне диска расположены 5 пар жаберных щелей и ноздри. Дорсальная поверхность диска покрыта чешуёй. Вероятно, подобно прочим хвостоколообразным, они размножаются яйцеживорождением. От прочих родов, принадлежащих к семейству речных хвостоколов Plesiotrygon отличаются следующими характеристиками: задние края брюшных плавников сильно выступают за край диска; длина кнутовидного хвоста почти в 2 раза превышает длину диска и даже у крупных особей он редко обламывается; шип хорошо развит и сдвинут назад относительно основания хвоста; сравнительно небольшое число лучей грудных плавников (75—91).

## Классификация
К роду в настоящее время относят 2 вида: 
- Plesiotrygon iwamae Rosa, Castello & Thorson, 1987
- Plesiotrygon nana Carvalho & Ragno, 2011